# Vampyrella pendula
Vampyrella pendula – gatunek  eukariotów z rodziny Vampyrellidae należący do supergrupy Sar.

## Morfologia i anatomia
W cyklu życiowym wyróżniamy następujące postacie:
- trofozoit (podstawowa forma w postaci mniej więcej kulistej ameby),
- cysty pokarmowe (ang. digestive cysts – z trzema otoczkami),
- cysty spoczynkowe (ang. resting cysts – obserwowane rzadko).

### Trofozoit
Kształt ciała trofozoitu, mniej więcej kulisty, rzadko występują zmiany kształtu. Młode trofozoity osiągają wielkość 20 – 30 μm. Z ciała promieniście wystają pseudopodia o długości dochodzącej do 50 μm. Są one cienkie, zwężające się, mogą być rozgałęzione, mniej lub bardziej równomiernie rozmieszczone na  powierzchni komórki, czasami mogą tworzyć pęczki. Podczas ruchu pseudopodia mogą się gromadzić w przedniej części komórki.
Ciało w centralnej części zabarwione na kolor intensywnie pomarańczowy, brzegi ektoplazmy oraz pseudopodia są bezbarwne.

### Cysta pokarmowa
Cysta pokarmowa (ang. digestive cyst) jest kształtu kulistego lub bardzo lekko sferycznego. Osiąga średnicę 25 μm. Do algi, na której żeruje przysysa się wytwarzając charakterystyczną szypułkę będącą wytworem zewnętrznej otoczki. Zewnętrzna otoczka jest delikatna, kształtu gruszkowatego z szypułką tworzącą trzon. Otoczka środkowa jest również delikatna, często trudna do stwierdzenia. Możliwe że jest połączona z zewnętrzną otoczką bardzo cienkimi strukturami przypominającymi nici. Otoczka wewnętrzna z wyglądu gładka i sztywna.
Młode cysty są koloru zielonego, który pochodzi od wchłoniętych chloroplastów alg. Z czasem i w miarę trawienia pokarmu kolor cysty zmienia się na pomarańczowo-czerwony. U dorosłych cyst resztki strawionego pokarmu występują w postaci brązowej centralnie położonej pozostałości, która pozostaje w pustej cyście po wykluciu się z niej trofozoitu.

### Cysta spoczynkowa
Jak dotychczas nie zaobserwowana w szczegółach. Znana jedynie z rysunków wykonanych przez Kleina w 1882 roku.
W odróżnieniu od siostrzanego gatunku Vampyrella lateritia, który odżywia się wyłącznie glonami z rodziny zrostnicowatych, a nie odżywia glonami z rodzaju uwikło – Vampyrella pendula preferuje właśnie ten rodzaj, ignorując zrostnicowate.

## Galeria

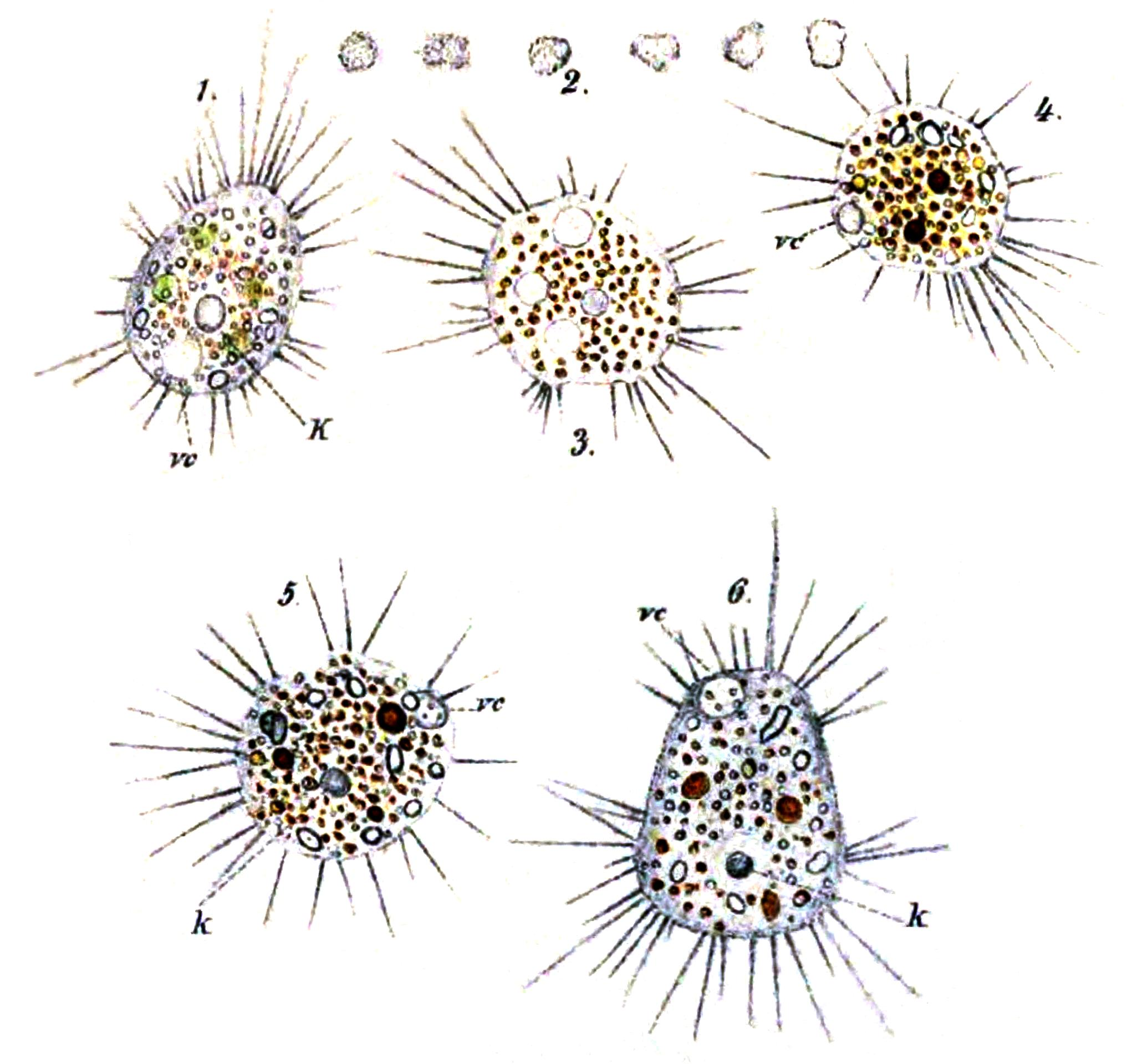
V. pendula: jądro, trofozoit
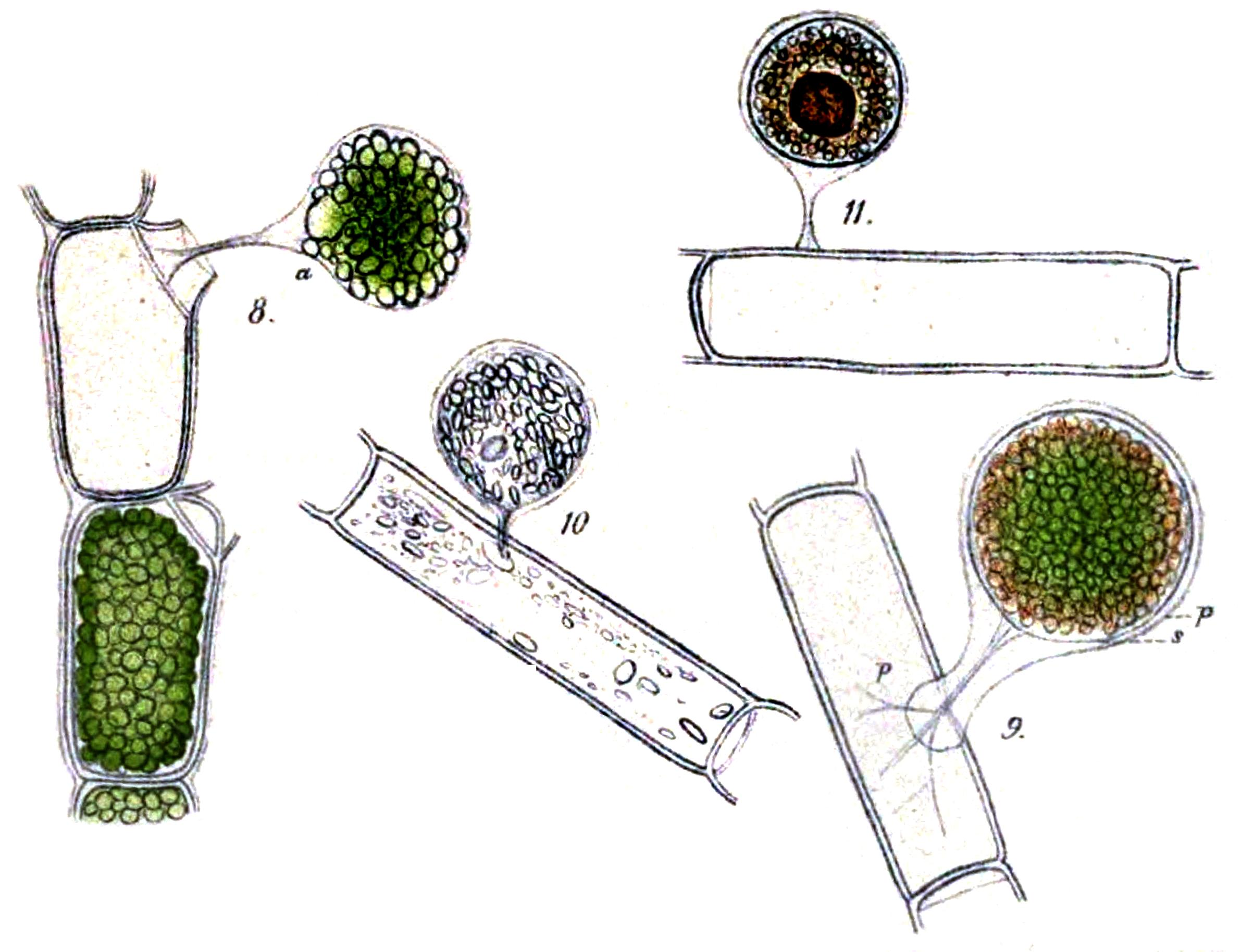
V. pendula: cysta pokarmowa
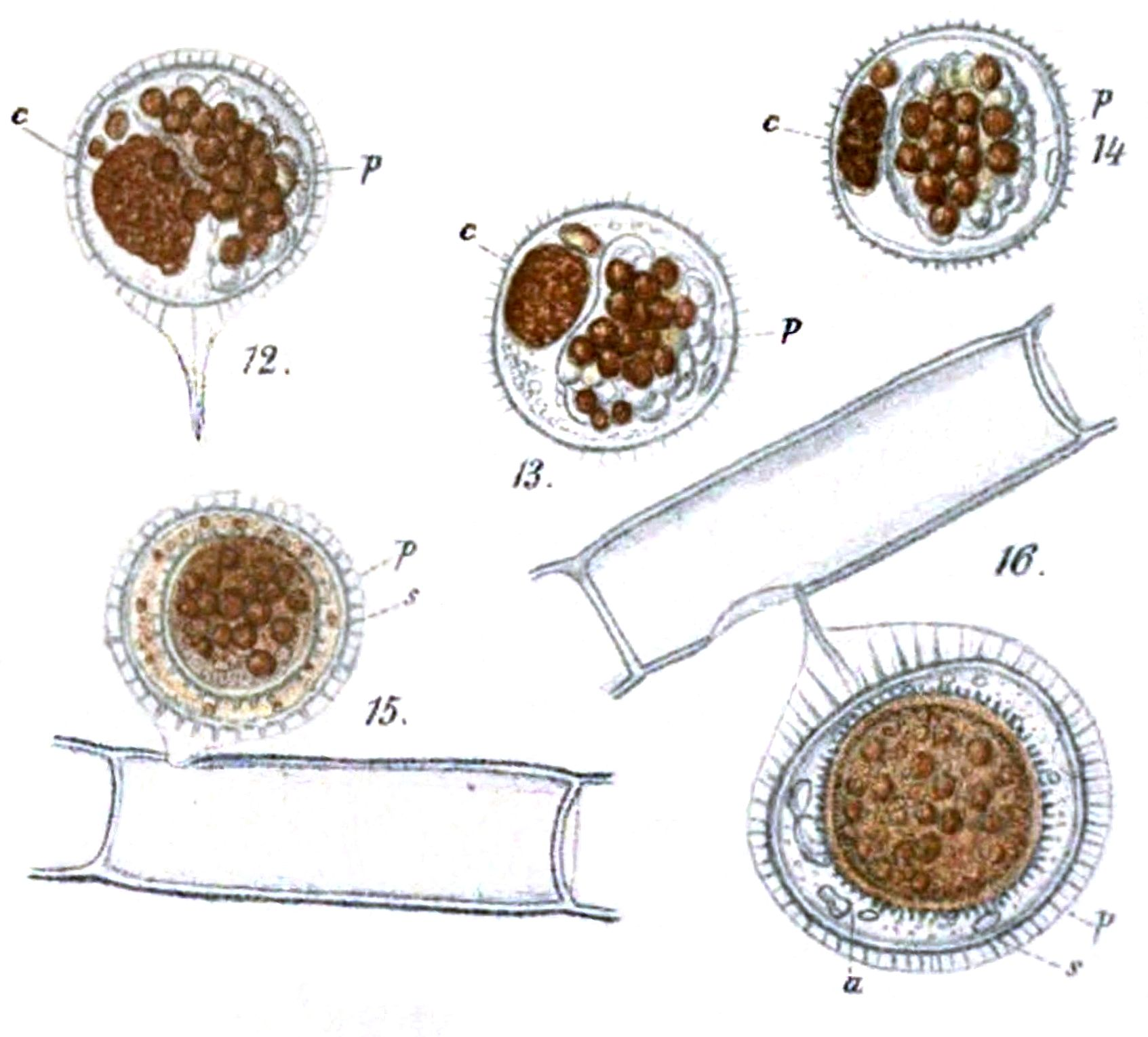
V. pendula: cysta spoczynkowa